# Katarina Winka
Katarina Andersson de Winka ( n. 1965 ) es una pedagoga, y botánica sueca, desarrollando actividades académicas en la Universidad de Umeå, como directora adjunta.

## Algunas publicaciones

### Libros
- tomas Grysell, katarina Winka. 2010. Gestaltandets utmaningar: forumaktiviteter och lärande (Desafíos en las actividades del Foro y el aprendizaje). Editor Studentlitteratur, 185 pp. ISBN 9144055765

- margareta Erhardsson, katarina Winka. 2006. Tänk efter, tänkt nytt, tänk om: universitetspedagogisk konferens i Umeå 2-3 mars 2005 : konferensrapport (Piense, piense de nuevo, piense de nuevo: Conferencia de la Enseñanza en Umeå 2 a 3 marzo 2005: informe de la conferencia). Editor Universitetspedagogiskt centrum, Umeå univ. 394 pp. ISBN 9172640685

- katarina Winka. 2003. Puistokävelyllä Vaasassa ja Uumajassa. Editor Merenkurkun neuvosto, 27 pp. ISBN	9529928238

- ----------------------. 2000. Phylogenetic Relationships Within the Ascomycota Based on 18S RDNA Sequences. Editor Univ. 25 pp. ISBN 9171917918

- La abreviatura «Winka» se emplea para indicar a Katarina Winka como autoridad en la descripción y clasificación científica de los vegetales.[5]